# Bertus Caldenhove
Bernardus Joannes Caldenhove (Amsterdã, 19 de janeiro de 1914 - 30 de julho de 1983) foi um futebolista neerlandês, que atuava como defensor.

## Carreira
Bertus Caldenhove fez parte do elenco da Seleção Neerlandesa de Futebol que disputou a Copa do Mundo de 1938.

## Ligações Externas
- Perfil em FIFA.com (em inglês)